# Carl Friedrich von Posern-Klett (Historiker)
Carl Friedrich von Posern-Klett (* 1830 in Leipzig; † 1875 in Dresden) war ein deutscher Archivar und Historiker. Hauptsächlich war er Rechtshistoriker.
Hauptsächlich machte sich von Posern-Klett mit der Herausgabe von Urkundenbüchern sächsischer Städte verdient. Er gab u. a. das Leipziger Urkundenbuch zusammen mit Joseph Förstemann heraus. Auch für die Städte Dresden und Pirna tat er es. Zudem schrieb er u. a. über die Rechtsgeschichte u. a. in der Markgrafschaft Meissen im 13. Jahrhundert. Diese sind einbezogen in dem Codex diplomaticus Saxoniae regiae. Carl Friedrich von Posern-Klett war Archivar am Sächsischen Hauptstaatsarchiv Dresden 1867–1875.
Er wurde im Erbbegräbnis Nr. 43 in der I. Abteilung des Neuen Johannisfriedhof beerdigt.

## Werke
- Zur Geschichte der Verfassung der Markgrafschaft Meißen im 13. Jahrhundert. Vorstudien zu einer sächsischen Landes- und Rechtsgeschichte. Weigel, Leipzig 1863. (Digitalisat)